# Ciclismo ai XV Giochi dei piccoli stati d'Europa
Le gare di ciclismo ai XV Giochi dei piccoli stati d'Europa si sono svolte dal 28 al 31 maggio 2013.

## Calendario
| Strada | Uomini |   | Cronometro |   | In linea |               |   | 2 |
| Strada | Donne  |   | Cronometro |   | In linea |               |   | 2 |
| MTB    | Uomini |   |            |   |          | Cross country |   | 1 |
| MTB    | Donne  |   |            |   |          | Cross country |   | 1 |
| Totale | Totale | 0 | 2          | 0 | 2        | 2             | 0 | 6 |

## Medagliere
| #      | Nazione       | Oro | Argento | Bronzo | Totale |
| ------ | ------------- | --- | ------- | ------ | ------ |
| 1      | Lussemburgo   | 5   | 3       | 3      | 11     |
| 2      | Liechtenstein | 1   | 1       | 0      | 2      |
| 3      | Cipro         | 0   | 1       | 2      | 3      |
| 4      | San Marino    | 0   | 1       | 1      | 2      |
| Totale | Totale        | 6   | 6       | 6      | 18     |

## Podi

### Uomini
| Evento             | Oro              | Tempo    | Argento             | Tempo    | Bronzo           | Tempo    |
| Ciclismo su strada |                  |          |                     |          |                  |          |
| Corsa in linea     | Joel Zangerle    | 3h07′41″ | Hans Burkhard       | 3h14'51" | Tom Thill        | 3h14'52" |
| Corsa a cronometro | Stefan Küng      | 26'41"   | Alex Kirsch         | 27'43"   | Christian Helmig | 28'08"   |
| Mountain bike      |                  |          |                     |          |                  |          |
| Cross country      | Christian Helmig | 1h15'36" | Marios Athanasiadis | 1h16'37" | Christos Loizou  | 1h19'10" |

### Donne
| Evento             | Oro               | Tempo    | Argento             | Tempo    | Bronzo             | Tempo    |
| Ciclismo su strada |                   |          |                     |          |                    |          |
| Corsa in linea     | Christine Majerus | 2h21'22″ | Nathalie Lamborelle | 2h21'53" | Chantal Hoffmann   | 2h21'54" |
| Corsa a cronometro | Christine Majerus | 15'02"   | Daniela Veronesi    | 15'26"   | Antri Christoforou | 15'28"   |
| Mountain bike      |                   |          |                     |          |                    |          |
| Cross country      | Christine Majerus | 1h12'33" | Isabelle Klein      | 1h13'20" | Daniela Veronesi   | 1h14'50" |